# Move Shake Drop
Move Shake Drop – singel rapera DJ Laza z jego albumu studyjnego zatytułowanego Category 6. W remiksie gościnnie udział wzięli Flo Rida, Casely oraz Pitbull. Utwór został wyprodukowany przez Diaz Brothers. Utwór zawiera sample singla włoskiego DJ-a Benny’ego Benassiego „Satisfaction”. Singel był często grany w europejskich klubach.

## Listy przebojów
| Lista (2008)                          | Najwyższa pozycja |
| ------------------------------------- | ----------------- |
| Stany Zjednoczone (Billboard Hot 100) | 56                |
| Stany Zjednoczone (Pop 100)           | 42                |
| Stany Zjednoczone (Rhythmic Top 40)   | 40                |